# Nguyễn Văn Thực
Nguyễn Văn Thực (chữ Hán: 阮文實, có tài liệu ghi là Nguyễn Danh Thực, 1631 - 1693) đỗ Thám Hoa năm 1659 đời vua Lê Thần Tông.

## Tiểu sử
Nguyễn Danh Thực sinh năm Tân Mùi (1631), hiệu Hải Sơn Tự, quê ở xóm Dinh, tổng Bình Ngô, huyện Gia Định, trấn Kinh Bắc (nay thuộc xã Đại Bái, huyện Gia Bình, tỉnh Bắc Ninh), trong một gia đình có truyền thống Nho học. Ngay từ nhỏ ông nổi tiếng thông minh, hiếu học, lại nhận được sự chỉ bảo tận tình của cha. Năm ông mười ba tuổi, cha mất sớm, mẹ ông một mình tần tảo nuôi con ăn học.

## Khoa cử
Năm Mậu Tý (1648), 17 tuổi ông đi thi Hội vào đến Tam trường, ông thi đỗ khoa Sĩ vọng (khoa thi do triều đình mở không thường xuyên), sau đó được làm việc tại bộ Hộ. Năm Kỷ Hợi (1659) đời vua Lê Thần Tông, ông tham dự kỳ thi Đình và đỗ Đệ nhất giáp Tiến sĩ, cấp bậc Đệ tam danh (tức Thám hoa), cùng với Trạng nguyên Nguyễn Quốc Trinh và bảng nhãn Nguyễn Văn Bích.

## Sự nghiệp
Sau khi thi đỗ ông được làm ở Hàn lâm viện, tước Hải Sơn nam. Vốn xuất thân là quan văn nhưng lại được giữ nhiều chức vụ quan trọng cả về văn và võ trong triều. Năm 1663, ông được phong tước Nam, sau đó làm Đô cấp sự trung Hình khoa.
Sang năm 1664, ông được cử làm Tham chính xứ Thanh Hoá. Tại đây ông làm rõ và nghiêm trị bọn Lê Liêu Nguyên về những hành động nhũng lạm bất minh, vụ án nổi tiếng thời bấy giờ, tiếng vang đồn đi khắp trấn, bọn tham nhũng khắp nơi cũng phải dè chừng, mọi người đều kính phục. Vua Lê Huyền Tông đặc cách thưởng cho ông 100 quan tiền và chuyển về triều nhận chức Hồng lô tự khanh. Sách Đại Việt sử ký toàn thư chép về vụ án năm 1664 như sau: "Bấy giờ có Giám sát ngự sử Lê Liêu cùng đỗ một khoa Sĩ vọng với Danh Thực, vốn quen biết nhau. Đến khi Liêu có tang cha, về để tang, làm nhiều điều trái lễ trái phép, có người kiện đến nha môn, Danh Thực xét được tình trạng, lấy công nghĩa xử án, kính phải lên bắt tội, vương thượng khen là không thiên vị người quen thân, nên đặc cách thưởng và thăng".
Năm 1667 ông theo Chúa Trịnh Căn đánh quân Mạc ở Cao Bằng. Sau khi dẹp yên dư đảng Nhà Mạc, ông được phong làm Đốc đồng năm Kỷ Dậu (1669), rồi Phó đô ngự sử, cuối năm đó được phong Binh bộ hữu thị lang.
Năm 1673 ông được thăng chức Lại bộ tả thị lang.
Năm 1683 kiêm thêm chức Bồi tụng, Đô Ngự sử đài, Nhập thị kinh diên, tước Hải Sơn tử.
Năm 1690 ông được thăng chức Binh bộ thượng thư.
Năm 1693 ông mất khi đang chức, được triều đình truy phong Tham tụng, Lại bộ thượng thư, tước Hải quận công.
Nguyễn Danh Thực làm quan trải qua bốn triều vua Lê: (Lê Thần Tông, Lê Huyền Tông, Lê Gia Tông và Lê Hy Tông). Từng giữ nhiều chức vụ quan trọng trong triều. Ông mất năm 1693, khi đang giữ chức Tham tụng Binh bộ Thượng thư, được thăng Lại Bộ Thượng thư, tước Hải Quận công.

## Giám khảo khoa thi
Nguyễn Danh Thực rất quan tâm đến việc giáo dục, khoa cử của nước nhà. Ông đã dâng sớ đề nghị Chúa Trịnh mở mang, tu sửa Quốc Tử Giám ở kinh đô, dựng thêm nhà học ở các trấn. Việc thi cử của đất nước được chấn chỉnh. Ông được triều đình cử làm Giám khảo các khoa thi (1685, 1688, 1691) những khóa thi này kết quả rất khách quan và nghiêm túc, tuyển chọn được nhiều người tài cho đất nước. Trong các khoa thi này lấy đỗ nhiều nhân tài cho đất nước như Đặng Đình Tướng (1670), Nguyễn Đăng Đạo (1683), Vũ Thạnh (1685)... Thám hoa Nguyễn Danh Thực là người sáng suốt nhận thấy sự phù phiếm của văn chương khoa cử kiểu tầm chương trích cú, xa rời thực tế và có tờ Khải dâng lên Chúa Trịnh đề xuất cải cách giáo dục lấy mẫu thời Hồng Đức. Chúa Trịnh nghe theo và năm Quý Dậu (1693) quy định: "Từ nay trở đi phép thi nhất nhất theo thể văn Hồng Đức. Khi làm văn, tuỳ đầu bài hỏi, tự ý mình nghĩ riêng ra mà đối đáp, chứ không viết trầm theo bài văn cũ học". Tiếc rằng sự nghiệp cải cách giáo dục thời kì này bị dở dang vì người đề xuất đã qua đời vào ngay năm ấy (1693).

## Sự nghiệp văn chương
Ông nổi tiếng là người văn hay, chữ đẹp. Vì thế, ông được nhiều địa phương mời đến soạn viết văn bia.
Thám hoa Nguyễn Danh Thực để lại tác phẩm không nhiều. Tại Viện Hán Nôm, hiện nay còn lưu giữ một số thác bản văn bia do Thám hoa, Tham tụng Nguyễn Danh Thực soạn:
- Diên Phúc tự bi (Bia chùa Diên Phúc xã Đại Bái huyện Gia Bình) dựng năm Nhâm Dần, triều Vĩnh Khánh (1662).
- Bái Thượng đình bi kí (Bia đình Bái Thượng xã Ngọc Xuyên huyện Gia Bình tạo năm Quý Mão 1663) dựng năm Cảnh Thịnh thứ nhất (1663). Tấm bia ghi nhận công lao của bà Nguyễn Thị Ngọc Chỉ đã cấp tiền sửa chữa ngôi đình Bái Thượng.
- Thần Phật tự bi (Bia chùa Tố Linh xã Phú Tứ huyện Gia Bình) dựng năm Chính Hòa (1693).
- Tại vùng đất Thanh Hóa, (ông làm chức Tham Chính từ năm 1664) ông đã được nhân dân nhờ soạn viết nhiều văn bia thờ tự ở các di tích. Trong đó tiêu biểu là bia Phụng sự bi ký (Thọ Xuân, Thanh Hóa) dựng năm Chính Hòa thứ 7 (1686) để tưởng niệm bà Hoàng Thái hậu Phạm Thị Hậu, vợ vua Lê Thần Tông.

Gần đây chúng tôi đi điền dã ở chùa Bảo Phúc (Đổng Lâm, Quỳnh Phú, Gia Bình, tỉnh Bắc Ninh) đã phát hiện ra một tấm bia đá do Thám hoa Nguyễn Danh Thực soạn khi đang giữ chức Đặc tiến kim tử Vinh Lộc đại phu, Bồi tụng, Ngự sử đài Đô ngự sử, nhập thị kinh diên, Hoa Sơn tử. Đó là bia Từ Phật bi kí có bốn mặt bằng nhau, khắc chữ cả bốn mặt, chôn sâu ở ngay gần cổng chùa. Bia dựng ngày tốt tháng mạnh xuân (tháng Giêng) niên hiệu Chính Hòa thứ 10 (1689). Nội dung văn bia có câu: "Từng nghe, Phật pháp ngày càng sáng tỏ như ánh mặt trời, làm việc nhân đức, hiền từ bác ái, thương yêu vạn vật, biết Phật không ở xa mà ở ngay tại tâm mình vậy". Sau khi kể công lao nhân vật Nguyễn Phúc Thắng có tâm bỏ tiền của tu tạo chùa, văn bia có bài minh: "Phật há vô tâm/Tâm tức là Phật/Ngôi chùa dựng thành/Bảo điền dâng cúng/Điều thiện ngợi khen/Công lao khó thuật/Phật phát người tôn/Sau trước xứng đôi/Danh tuy có khác/Việc lại như một/Giáng lâm phúc lành/Làng vui yên ổn/Muôn đời như thế/Than ôi tốt lành".

## Hiện nay
Hiện nay tại làng Đại Bái còn lưu giữ một số hiện vật và các câu chuyện dân gian về Thám Hoa Nguyễn Danh Thực. Tương truyền con đường cái Dinh vào làng là con đường do ông góp tiền của xây dựng. Trên nền cũ ngôi nhà của ông ở trước kia, dân làng đã dựng lên một ngôi nhà thờ ông.